# Sylvain Bourmeau
Sylvain Bourmeau, né le 21 avril 1965 à Nantes (Loire-Atlantique), est un journaliste et producteur de radio français.
Il est directeur du journal en ligne AOC (Analyse, Opinion, Critique) et producteur de l'émission « La Suite dans les idées » sur France Culture.

## Biographie
En 1987, il a participé au lancement de la revue Politix et été journaliste au Matin de Paris.
Après avoir été directeur adjoint du magazine Les Inrockuptibles, Sylvain Bourmeau a démissionné de cet hebdomadaire culturel pour participer en mars 2008 au lancement de Mediapart. Il a été directeur adjoint de la rédaction et éditorialiste du quotidien Libération. Confronté à l'opposition des journalistes de Libé, il démissionne en mars 2014.
Depuis 1999, il est producteur, à France Culture, de l'émission d'actualité des sciences humaines et sociales La Suite dans les idées. Il a également participé à Esprits libres, l'émission culturelle de Guillaume Durand sur France 2.
En 2017, il publie son premier roman, Bâtonnage, qui revient sur son expérience dans la presse. Pour La Règle du jeu, c'est un « objet littéraire non identifié, de la plus belle eau ». Pour Les Inrockuptibles, en revanche, ce livre est une  « marrade » : « Il se prend pour un mix de Pierre Bourdieu et de Jean-Jacques Schuhl – alors qu’on est plutôt sur “Oui-Oui fait du cut-up” », commente ainsi Pierre Siankowski, alors directeur du journal.
Par décret du président de la République du 15 décembre 2014, il est nommé professeur associé à l'École des hautes études en sciences sociales (EHESS) pour une période de trois ans, chargé de la spécialité « Médias et sciences sociales ». Le 25 janvier 2018, lors de la Nuit des idées à la BnF, Sylvain Bourmeau lance le journal qu'il a créé avec Raphaël Bourgois et Cécile Moscovitz : AOC (Analyse, Opinion, Critique).
Depuis 2021, il est professeur associé à l'Université de Paris 1 Panthéon-Sorbonne.
Il est le cousin de Nino Ferrer.

## Critiques
Il travaille depuis longtemps sur l'idéologie professionnelle des journalistes politiques,.
Selon Pierre Carles dans son journal Pour lire pas lu, Pierre Bourdieu « méprisait ouvertement Sylvain Bourmeau et le traitait de “jaune” depuis qu’il avait contribué à l’opération de casse de France Culture lancée par Laure Adler »,.

## Ouvrage
- Bâtonnage, Paris, Stock, coll. « La Bleue », 2017, 136 p.  (ISBN 978-2-234-08249-6)[15],[16]